# Anemplocia melambathes
Anemplocia melambathes är en fjärilsart som beskrevs av Louis Beethoven Prout 1923. Anemplocia melambathes ingår i släktet Anemplocia och familjen mätare. Inga underarter finns listade i Catalogue of Life.